# Alessio III di Trebisonda
Alessio III Comneno, originariamente Giovanni Mega Comneno (in greco Αλέξιος Γ΄ Μέγας Κομνηνός?, Alexios III Megas Komnēnos; Costantinopoli, 5 ottobre 1338 – Trebisonda, 20 marzo 1390), fu imperatore di Trebisonda dal dicembre 1349 al 1390.
Era figlio dell'imperatore Basilio di Trebisonda, imperatore dal 1332 al 1340, e della di lui amante (e forse seconda moglie) Irene di Trebisonda. Il nome originario di Alessio era Giovanni Comneno, ma quando fu posto in trono prese il nome di Alessio III.

## Biografia

### Antefatti
Quando Basilio di Trebisonda morì, il 6 aprile 1340, la sua prima moglie Irene Paleologa di Trebisonda gli succedette e inviò tutti i figli che il defunto marito aveva avuto dall'amante Irene di Trebisonda, insieme alla loro madre, a Costantinopoli, alla qual corte Alessio (che allora si chiamava Giovanni) fu cresciuto. Quando quest'ultimo raggiunse l'età di undici anni (1349), l'imperatore Giovanni VI Cantacuzeno lo inviò a Trebisonda affinché sostituisse il prozio deposto Michele di Trebisonda (1285 – dopo il 1355).
Giovanni / Alessio giunse a Trebisonda il 22 dicembre 1349 ed i nobili che, capeggiati dal duca Niketas, avevano deposto Michele Comneno, non ebbero nulla a ridire, per cui Giovanni fu incoronato imperatore in Trebisonda il 21 dicembre 1349 assumendo il nome di Alessio III. Il deposto Michele fu sistemato in un monastero ove morirà poco più di sei anni dopo.

### Il regno più lungo

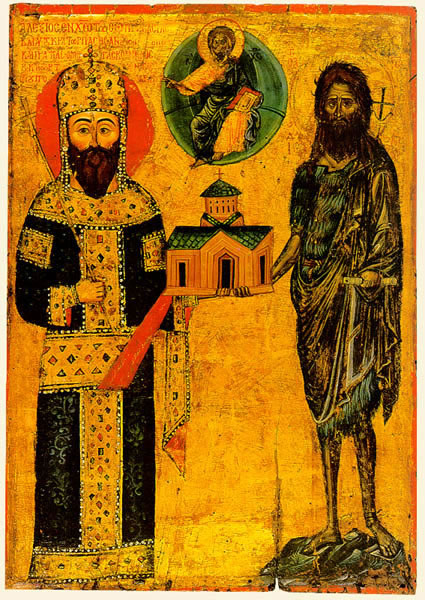
Alessio III Comneno che dona una chiesa.

Alessio III fu imperatore dal dicembre 1349 fino alla morte. Fu il governo più lungo dell'impero di Trebisonda, essendo durato ben 41 anni, durante i quali la capitale divenne uno dei maggiori centri commerciali e culturali al mondo.
Alessio III morì nel 1390 e gli succedette il figlio Manuele III di Trebisonda.

## Matrimonio e discendenza
Alessio sposò nel 1351 Teodora Cantacuzena, probabilmente figlia del sebastocratore Niceforo Cantacuzeno, dalla quale ebbe:
- Anna (1357 - dopo il 1406), che sposò Bagrat V, re della Georgia;
- Basilio (Settembre 1358-1377);
- Manuele III (1364-1417), imperatore di Trebisonda dal 1390 al 1416, sposò Gulkhan-Eudocia di Georgia;
- Eudocia, che sposò in prime nozze Tajeddin, emiro di Limnia, e in seconde nozze il principe serbo Costantino Dragaš;[4]
- Maria, che sposò Suleyman Beg, emiro di Chalybia;
- Una figlia di nome non noto, che sposò Mutahharten, emiro di Erzincan;
- Una seconda figlia senza nome, che sposò Kara Osman, capo degli Ak Koyunlu.

Inoltre, da un'amante di cui non è noto il nome, ebbe un figlio illegittimo:
- Andronico (1355-1376), che sposò Gulkhan-Eudocia, figlia di Davide IX, re della Georgia, ma che fu subito dopo assassinato; la vedova Gulkhan-Eudocia, sposò il di lui fratello Manuele III.

## Galleria d'immagini

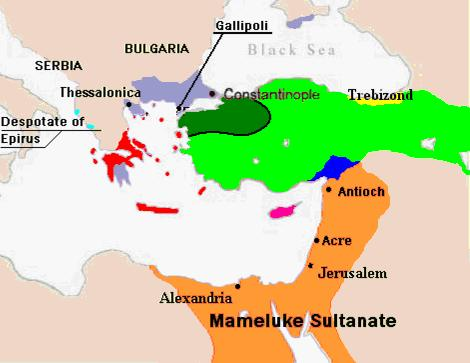
L'impero di Trebisonda (giallo) nel 1350.
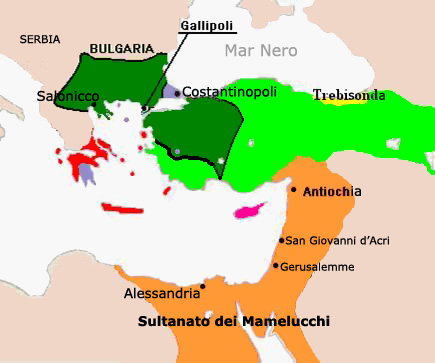
L'impero di Trebisonda (giallo) nel 1389.

## Ascendenza
|                           |   |                   | Genitori                |  |  | Nonni |  |  | Bisnonni                  |  |  | Trisnonni               |  |
|                           |   |                   |                         |  |  |       |  |  | Giovanni II di Trebisonda |  |  | Manuele I di Trebisonda |  |
|                           |   |                   |                         |  |  |       |  |  | Giovanni II di Trebisonda |  |  | Manuele I di Trebisonda |  |
|                           |   | Irene Siricena    |                         |  |  |       |  |  | Giovanni II di Trebisonda |  |  |                         |  |
| Alessio II di Trebisonda  |   |                   |                         |  |  |       |  |  | Giovanni II di Trebisonda |  |  |                         |  |
|                           |   | Eudocia Paleologa | Michele VIII Paleologo  |  |  |       |  |  |                           |  |  |                         |  |
|                           |   | Eudocia Paleologa | Michele VIII Paleologo  |  |  |       |  |  |                           |  |  |                         |  |
|                           |   | Eudocia Paleologa | Teodora Ducas Vatatzina |  |  |       |  |  |                           |  |  |                         |  |
| Basilio di Trebisonda     |   | Eudocia Paleologa |                         |  |  |       |  |  |                           |  |  |                         |  |
|                           |   | Beka I Jaqeli     | …                       |  |  |       |  |  |                           |  |  |                         |  |
|                           |   | Beka I Jaqeli     | …                       |  |  |       |  |  |                           |  |  |                         |  |
|                           |   | Beka I Jaqeli     | …                       |  |  |       |  |  |                           |  |  |                         |  |
| Jiajak Jaqeli             |   | Beka I Jaqeli     |                         |  |  |       |  |  |                           |  |  |                         |  |
|                           |   | …                 | …                       |  |  |       |  |  |                           |  |  |                         |  |
|                           |   | …                 | …                       |  |  |       |  |  |                           |  |  |                         |  |
|                           |   | …                 | …                       |  |  |       |  |  |                           |  |  |                         |  |
| Alessio III di Trebisonda |   | …                 |                         |  |  |       |  |  |                           |  |  |                         |  |
|                           | … | …                 |                         |  |  |       |  |  |                           |  |  |                         |  |
|                           | … | …                 |                         |  |  |       |  |  |                           |  |  |                         |  |
|                           | … | …                 |                         |  |  |       |  |  |                           |  |  |                         |  |
| …                         | … |                   |                         |  |  |       |  |  |                           |  |  |                         |  |
|                           |   | …                 | …                       |  |  |       |  |  |                           |  |  |                         |  |
|                           |   | …                 | …                       |  |  |       |  |  |                           |  |  |                         |  |
|                           |   | …                 | …                       |  |  |       |  |  |                           |  |  |                         |  |
| Irene di Trebisonda       |   | …                 |                         |  |  |       |  |  |                           |  |  |                         |  |
|                           |   | …                 | …                       |  |  |       |  |  |                           |  |  |                         |  |
|                           |   | …                 | …                       |  |  |       |  |  |                           |  |  |                         |  |
|                           |   | …                 | …                       |  |  |       |  |  |                           |  |  |                         |  |
| …                         |   | …                 |                         |  |  |       |  |  |                           |  |  |                         |  |
|                           |   | …                 | …                       |  |  |       |  |  |                           |  |  |                         |  |
|                           |   | …                 | …                       |  |  |       |  |  |                           |  |  |                         |  |
|                           |   | …                 | …                       |  |  |       |  |  |                           |  |  |                         |  |
|                           |   | …                 |                         |  |  |       |  |  |                           |  |  |                         |  |